# Zofia Karaszewska
Zofia Łucja Karaszewska (ur. 20 lutego 1983 w Warszawie) – polska scenarzystka, pisarka, dziennikarka, promotorka czytelnictwa, umieszczona przez miesięcznik „Brief” w rankingu „50 najbardziej kreatywnych postaci w polskim biznesie” (2012).

## Życiorys

### Wykształcenie
Absolwentka Wydziału Polonistyki na kierunku filologii polskiej i na kierunku kulturoznawstwa na Uniwersytecie Warszawskim oraz studiów podyplomowych „Zarządzanie dla twórców, artystów i animatorów kultury” na Wydziale Zarządzania Uniwersytetu Warszawskiego.

### Działalność zawodowa
Jest założycielką i właścicielką firmy Bibliocreatio, która realizuje projekty związane z czytelnictwem i literaturą.
W Polskim Radio („Czwórka”) przygotowywała cykle poleceń literackich „Look na book” oraz „Czy to czy tamto?”. Pisała m.in. do „Newsweeka”, „Polityki” oraz kwartalnika „Akcent”, a od 2016 współpracuje z "Przekrojem" oraz serwisem Przekrój.pl, dla których przygotowuje recenzje literackie oraz reportaże, autorka stałych cykli książkowych „Czytać, nie czytać” oraz „Książki na receptę”. Wspólnie z Sylwią Stano prowadzi portal literacki „Książniczki mają zdanie”.
We współpracy z Biblioteką Uniwersytetu Warszawskiego przygotowała dwie edycje – w 2012 i 2016 – zachęcającej do czytania akcji społecznej pod hasłem „Czytaj! Zobacz więcej”, w której wystąpili m.in. Andrzej Seweryn, Karolina Gruszka, Michał Żebrowski, Joanna Brodzik, Anna Mucha, Małgorzata Socha, Anna Cieślak, Dorota Wellman, Antoni Królikowski, Olga Bołądź, Agnieszka Więdłocha, Aleksandra Popławska oraz Janusz Głowacki.
Dla portalu Lubimyczytac.pl przeprowadziła wywiady z licznymi pisarzami ze świata. Byli to m.in. John Irving, Jaume Cabré, Sarah Waters, Kristina Sabaliauskaitė, B.A. Paris, Matthew Kneale, Jean-Philippe Arrou-Vignod, Lars Mytting, Joanna Bator, Ałbena Grabowska, Zygmunt Miłoszewski, Adam Wajrak, Szczepan Twardoch, Jakub Żulczyk, Maciej Płaza, Andrzej Stasiuk, Dominika Słowik i Katarzyna Grochola. Jej rozmowy były jednymi z najpopularniejszych artykułów w rocznych rankingach portalu.
We współpracy z wydawnictwem Egmont przygotowała dwie edycje społeczne – w 2013 i 2017 – „Czytam sobie”, zachęcającej dzieci do samodzielnego czytania. Akcję wsparli wówczas m.in. Piotr Cyrwus, Kamila Szczawińska, Borys Szyc, Mateusz Kusznierewicz i Wojciech Malajkat.
Współorganizatorka pierwszych edycji festiwalu „Stolica Języka Polskiego” w Szczebrzeszynie, kuratorka bloku dziecięcego podczas tego festiwalu i organizatorka tzw. meczów poetyckich, w których drużyny złożone z aktorów, pisarzy i dziennikarzy rywalizują deklamując wiersze polskich poetów.
Autorka scenariuszy telewizyjnych do cyklu programów dla dzieci poświęconych sztuce pt. „Zaczarowany Świat” emitowanych w TVP ABC i zrealizowanych we współpracy z Muzeum Narodowym w Warszawie i Muzeum Narodowym w Krakowie oraz cyklu „Zaczarowany Świat Zamków”. Scenarzystka edukacyjnych programów dla dzieci „W to mi graj!”, „Wakacje albo psikus!”, „Teleranek” (60 odcinków) i „Ale talent!”.
Autorka scenariusza filmu poświęconego twórczości Małgorzaty Rejmer realizowanego w ramach cyklu „Światy Literackie” na Festiwalu Conrada.
Autorka scenariusza do serialu „Pani Ka.” w reż. Katarzyny Urbańskiej, którego pierwszy odcinek został wyemitowany na IGTV.
Autorka książek dla dzieci i dorosłych. Pod jej redakcją w 2021 ukazała się książka Kamila Chwiedosika „Droga do życia bez kredytu”.

## Wydane książki
- „Ada, to wypada” (wspólnie z Sylwią Stano), wyd. Znak Emotikon, Kraków 2018[18]
- „Pod podszewką. Prawdziwy wizerunek pisarza” (wspólnie z Sylwią Stano), wyd. Marginesy, Warszawa 2018[19] (publikacji tej towarzyszyła modowa kolekcja literacka[20])

## Nagrody i wyróżnienia
Za swoją działalność biznesową została umieszczona przez miesięcznik „Brief” wśród „50 najbardziej kreatywnych postaci w biznesie” (2012).
W 2017 nominowana do stworzonej przez Polską Izbę Książki nagrody PIK-owy Laur w kategorii „Najciekawsza prezentacja książki i promocja czytania w internecie”.
Jej napisana wspólnie z Sylwią Stano książka „Ada, to wypada” była w 2018 r. nominowana do tytułu „Książka Roku portalu LubimyCzytać.pl” w kategorii „Literatura dziecięca”.

## Życie prywatne
Mężatka. Ma dwoje dzieci. Praktykuje Ashtangę Jogę. Mieszka w Warszawie.